# 28575 McQuaid
28575 McQuaid è un asteroide della fascia principale. Scoperto nel 2000, presenta un'orbita caratterizzata da un semiasse maggiore pari a 2,2995398 UA e da un'eccentricità di 0,1943231, inclinata di 2,73189° rispetto all'eclittica.